# Schellingwouderdijkbrug
De Schellingwouderdijkbrug is een viaductstelsel in Amsterdam-Noord.

## Viaduct
Het viaduct is gelegen in de Ringweg-Noord, een onderdeel van de Rijksweg 10. Het is het eerste viaduct als men richting noorden de Zeeburgertunnel verlaat. Ze overspant daarbij de eeuwenoude Durgerdammerdijk ten westen van het voormalige dorp Durgerdam. De kunstwerken dateren uit de jaren 1987 tot en met 1990 toen aan het laatste deel van de rijksweg 10 werd gewerkt, waarbij het grootste obstakel werd gevormd door de waterwegen ter plaatse van de Zeeburgerbrug en –tunnel. In september 1990 werd het traject waarin het viaduct ligt geopend.
Het ontwerp van het viaduct is afkomstig van de burelen van Rijkswaterstaat, die tevens het beheer uitvoert. Over het noordoostelijk viaduct liggen vier rijbanen en een vluchtstrook; het zuidwestelijke heeft drie rijbanen met een vluchtstrook. Ter plaatse van de viaducten is geen afslag. Anders dan bij andere viaducten in de rijksweg hoefden er hier geen geluidsschermen geplaatst worden. Omwonenden hadden in inspraakrondes voor elkaar gekregen dat de ringweg een noordelijker gelegen traject kreeg dan op de tekentafel; het geluid kon zo door een groenstrook gedempt worden.
De brug ging vanaf haar oplevering naamloos door het leven. In december 2017 vernoemde de gemeente Amsterdam (bijna) alle bruggen in de Rijksweg 10 om opgenomen te worden in de Basisadministratie Adressen en Gebouwen. De vernoeming had veelal betrekking op de straat en/of gracht die het bouwwerk overspande. Dit bouwwerk werd vernoemd naar de  Schellingwouderdijk, het verlengde van de Durgerdammerdijk richting westen.
Ongeveer driehonderd meter westwaarts ligt de Schellingwouderbrug.

## Kunstwerk
Op het noordelijk landhoofd van het viaduct werd in 2017 door kinderen een muurschildering aangebracht. Deze muurschildering is gebaseerd op de gevolgen van de Stormvloed van 1916, die hier ook gebieden onder water zette. De muurschildering laat bijvoorbeeld een in het water staande koe zien (maar ook een aantal in een bootje) en een kat op een vlot.  Woningen en boerderijen staan onder water net als het verkeersbord dat op Ransdorp wijst. Aan het rechter eind van de schildering is de stompe toren van de Kerk van Ransdorp te zien. De letters WATERSNOOD dobberen in en op het water.

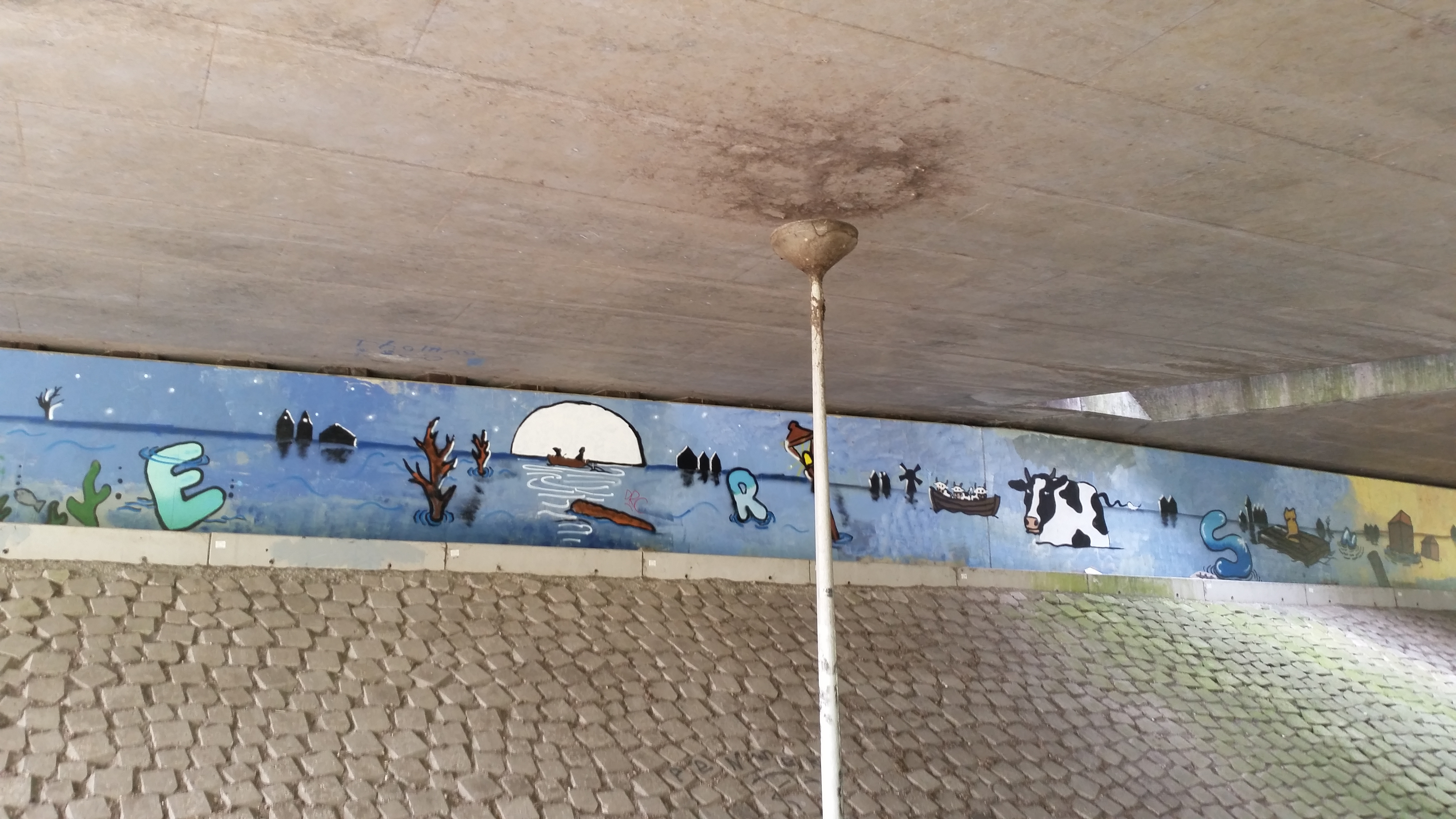
Muurschildering (juni 2018)